# Komisja Gospodarki i Finansów Publicznych
Komisja Gospodarki i Finansów Publicznych była jedną ze stałych komisji senackich V kadencji. Po wyborach parlamentarnych w 2005 roku została wcielona do Komisji Gospodarki Narodowej. Przedmiotem jej działania były sprawy związane z:
- bieżącą i perspektywiczną polityką gospodarczą państwa,
- restrukturyzacją gospodarki,
- systemem finansowym państwa (w tym polityką pieniężną, budżetem, kredytami, bankowością, polityką podatkową i celną),
- funduszami celowymi,
- ubezpieczeniami,
- działaniami antymonopolistycznymi,
- rynkiem kapitałowym,
- stosunkami gospodarczymi z zagranicą,
- turystyką,
- geologią,
- górnictwem,
- energetyką.